# Vitalij Fedoriv
Vitalij Mykolajovyč Fedoriv (in ucraino Віталій Миколайович Федорів?; in russo Виталий Николаевич Федорив?, Vitalij Nikolaevič Fedoriv; Meždureč'e, 21 ottobre 1987) è un calciatore ucraino, difensore del Metalist.

## Carriera

### Club
Dopo aver giocato nella Dinamo Kiev, nel 2008 si trasferisce all'Amkar Perm'.

### Nazionale
Conta due presenze con la nazionale ucraina.

## Palmarès

### Club

#### Competizioni nazionali
- Supercoppa d'Ucraina: 1

Dinamo Kiev: 2006
- Coppa d'Ucraina: 1

Dinamo Kiev: 2006-2007
- Campionato ucraino: 1

Dinamo Kiev: 2006-2007